# Okres Lidzbark
Okres Lidzbark (polsky Powiat lidzbarski) je okres v polském Varmijsko-mazurském vojvodství. Rozlohu má 924,42 km² a v roce 2019 zde žilo 41 180 obyvatel. Sídlem správy okresu je město Lidzbark Warmiński.

## Gminy
Městská:
- Lidzbark Warmiński

Městsko-vesnická:
- Orneta

Vesnické:
- Kiwity
- Lidzbark Warmiński
- Lubomino

## Města
- Lidzbark Warmiński
- Orneta

## Sousední okresy
| Růžice kompasu | Braniewo | Bartoszyce, Braniewo | Bartoszyce | Růžice kompasu |
| Růžice kompasu | Elbląg   | Sever                | Bartoszyce | Růžice kompasu |
| Růžice kompasu | Elbląg   | Okres Lidzbark       | Bartoszyce | Růžice kompasu |
| Růžice kompasu | Elbląg   | Jih                  | Bartoszyce | Růžice kompasu |
| Růžice kompasu | Ostróda  | Olsztyn              | Olsztyn    | Růžice kompasu |